# ALDH2 (aldehído deshidrogenasa)
El gen  ALDH2  Aldehído Deshidrogenasa 2 codifica la proteína del mismo nombre.
La proteína Aldehído Deshidrogenasa 2 es una proteína de la familia de las aldehído deshidrogenasas, que abarca cerca de 12 proteínas, las cuales catalizan la oxidación de compuestos alifáticos y aldehídos aromáticos. Esta proteína es codificada por el gen ALDH2, también llamada ALDM,ALDHI y ALD-H2. Es la segunda enzima en la ruta metabólica de la degradación de etanol, y esta a su vez, forma parte del metabolismo del alcohol. En particular, esta enzima es la responsable de eliminar aldehídos tóxicos catalizando su oxidación en productos no reactivos.
Esta clasificada como una enzima oxidoreductasa, con el EC Number 1.2.1.3, correspondiente a "que utiliza NAD o NADH como aceptor" y que "actúa sobre un aldehído o grupo oxo".
Se han reportado dos isoformas de aldehído deshidrogenasa en el hígado: Citosólica y Mitocondrial. Se ha encontrado que casi todos los caucásicos tienen ambas isoenzimas, sin embargo, cerca del 50% de los asiáticos del este solo tienen la isoforma citosólica. Se ha reportado una sensibilidad aguda al alcohol más frecuente en individuos asiáticos en comparación con los individuos caucásicos y se cree que puede estar relacionado con la ausencia de la isoenzima mitocondrial.

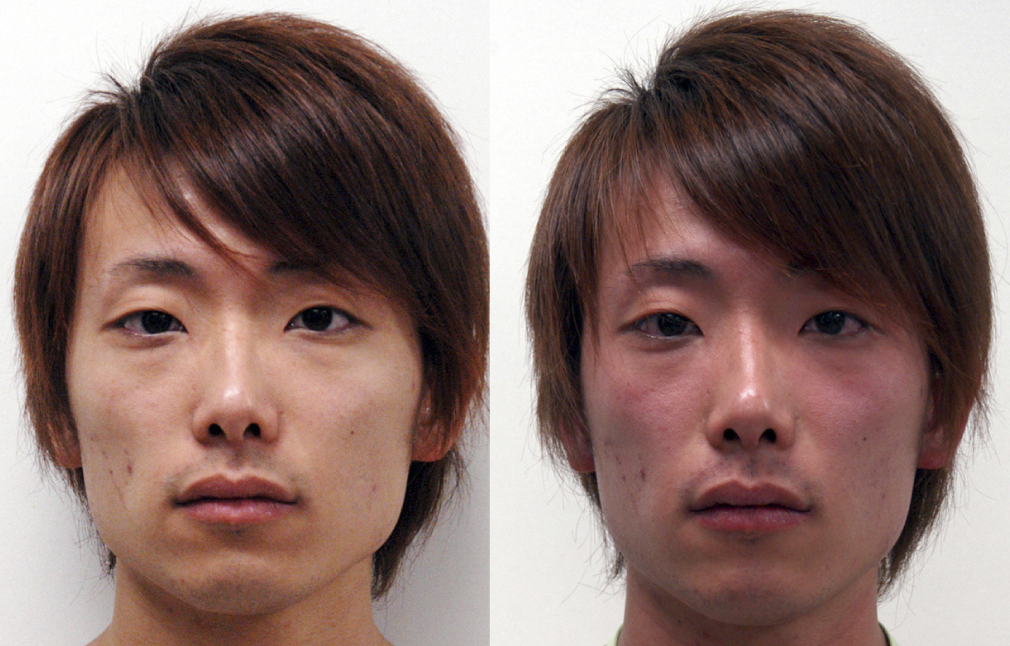
Síntomas de la afección conocida como "Asian Glow" / Asian Flush.

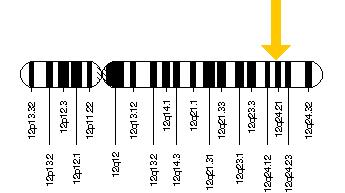
Ubicación del gen ALDH2 en el cromosoma 12 de Homo sapiens.

## Función
En condiciones normales, la enzima forma parte del ciclo de la glucólisis y la gluconeogénsis (ver ruta), catalizando la reacción de óxido reducción de un aldehído junto con un NAD (Nicotinamida Adenina Dinucleótido) en un carboxilato y NADH.
aldehído+ NAD+ + H2O = carboxilato + NADH.
De la misma manera, la enzima es responsable de la síntesis de acetato desde alcohol, formando parte de la ruta de degradación de etanol que a su vez, forma parte del metabolismo del alcohol.

### Mutaciones
Una de las variantes de esta enzima es causada por un polimorfismo de un solo nucleótido (SNP) en el gen ALDH2. Este polimorfismo es asociado a una mutación estructural generada por el intercambio del animoácido lisina por glutamato en la posición 487. Los alelos para las subunidades activas de ALDH2 reciben los nombres ALDH2*1 y ALDH2*2. Anteriormente se pensaba que solamente los individuos homocigotos para el alelo ALDH2*2 eran aquellos que no producían la enzima ALDH2. Sin embargo, se descubrió que es un gen dominante, esto quiere decir que ambos alelos (ALDH2*1 y ALDH2*2) se expresan de forma codominante: este polimorfismo es causante de una reducción fenotípica en la actividad catalítica tanto en homocigotos como en heterocigotos.
Cabe señalar que la mutación mencionada anteriormente no es la única causa absoluta al polimorfismo del gen ALDH2*2. Existen otras mutaciones como el intercambio de una Glicina por una Alanina en el exon 12.

## Ortólogos
Al realizar un árbol filogenético de 56 secuencias de ALDH en humanos, hongos, animales, protozoarios y bacterias, se llegó a la conclusión de que la enzima actual es derivada de cuatro ancenstros comunes, previos a la divergencia de eubacterias y eucariontes, lo cual nos indica que se trata de un gen sumamente antiguo. Como evidencia de esto, existen secuencias muy bien conservadas en organismos como Pan troglodytes, Arabidposis Thaliana , Xenopus laevis, Oryza sativa, entre otros.
Alineamientos entre secuencias de diferentes ALDH humanos tuvieron una divergencia de entre el 15% y 85% a nivel proteína, sin embargo, las regiones con mayor importancia en la función se encontraban muy conservadas.
| Bases de Datos | Bases de Datos                                                      |
| -------------- | ------------------------------------------------------------------- |
| Uniprot        | Uniprot entry                                                       |
| KEGG           | KEGG Entry 1 KEGG Entry 2                                           |
| OMIM           | OMIM entry                                                          |
| NCBI           | NCBI Gene                                                           |
| BRENDA         | BRENDA entry                                                        |
| BioCyc         | BioCyc Entry                                                        |
| HPO            | HPO Entry Archivado el 17 de septiembre de 2018 en Wayback Machine. |

| Ortólogos (enlace roto disponible en Internet Archive; véase el historial, la primera versión y la última). | Pan troglodytes Arabidopsis thaliana Xenopus laevis Leishmania major Achromobacter xylosoxidans Oryza sativa subsp. japonica Entre otros... |

## Farmacología y aplicaciones terapéuticas

### Activadores farmacológicos de ALDH2: Una nueva estrategia para el tratamiento de los trastornos por consumo de alcohol
La presencia de una variante inactiva de ALDH2 o el uso de inhibidores de esta enzima provoca una acumulación de acetaldehído tras el consumo de etanol, generando una reacción aversiva que inhibe la posterior ingesta de alcohol. Sin embargo, la evidencia experimental muestra que el acetaldehído tiene potentes efectos gratificantes a nivel central, lo que sugiere que el acetaldehído sería el responsable del efecto adictivo del alcohol. Alda-1 es una molécula orgánica que actúa como activador farmacológico de la ALDH2. Los estudios realizados en modelos animales de trastornos por consumo de alcohol (AUD; alcohol use disorders) han demostrado que Alda-1 puede inhibir la adquisición, la ingesta crónica y la recaída en el consumo de alcohol. Estos efectos son reversibles sin ningún efecto sobre el consumo de agua u otros reforzadores naturales como la sacarina. También se ha informado de que Alda-1 puede actuar como agente protector frente a los efectos tóxicos sobre diversos tejidos y órganos mediados por el acetaldehído derivado del etanol, incluyendo daños hepáticos, cáncer y alteraciones del sistema nervioso central (SNC). Utilizando herramientas in silico como el acoplamiento molecular se ha demostrado la identificación de importantes interacciones moleculares entre Alda-1 y ALDH2, identificando nuevas moléculas con mayores características farmacológicas. Así pues, en la actualidad existen pruebas preclínicas que apoyan el uso de activadores de ALDH2 como estrategia farmacológica para el tratamiento de la EDA.

## Implicaciones médicas
Desde hace algunos años (1972) se ha descrito que cantidades de alcohol que no tienen un efecto en personas caucásicas pueden causar enrojecimiento en diferentes partes del cuerpo y síntomas leves de intoxicación por alcohol en personas asiáticas. Posteriormente, se propuso que la frecuencia de las intoxicaciones agudas por alcohol en asiáticos estaba relacionada con la cantidad de individuos en los que se ausentaba la isoforma hepática ALDH2 .
Al momento de ingerir alcohol, la reducción enzimática causada por mutaciones en el gen ALDH2, genera un aumento en la concentración de acetaldehído en el plasma celular provocando un enrojecimiento en diversas partes del cuerpo y otros síntomas vasomotores.

### Síntomas

#### Corto Plazo[8]
- Enrojecimiento Facial
- Disforia
- Taquicardia
- Náusea
- Hipotensión

#### Largo Plazo
Se ha establecido que el polimorfismo del gen ALDH2 tiene una relación con la incidencia de ciertas enfermedades relacionadas con el consumo de alcohol.  Es decir, existe una predisposición a estas enfermedades si se presenta esta mutación, y no una causa directa a las mismas. Algunas de estas enfermedades son:
- Fuerte relación con cáncer de cabeza y cuello
- Fuerte relación con cáncer de esófago[14]
- Débil relación con cáncer de hígado
- Débil relación con cáncer de mama
- Débil relación con cáncer colorrectal[15]
- Incrementa riesgo a Alzheimer
- Incrementa riesgo a enfermedades cardiovasculares[16]

De la misma manera, se han reportado casos en los que la pérdida de función de ALDH2 asociada a la mutación previamente descrita, genera ciertos efectos en los pulmones, los cuales se asemejan al envejecimiento normal de estos.
Se ha encontrado que existe una relación entre el infarto cerebral y el polimorfismo ALDH2. Lo cual ha propuesto nuevos blancos terapéuticos.
Asimismo, se ha establecido que existen diversas afecciones que cuándo están presentes junto con el polimorfismo ALDH2, pueden incrementar los efectos adversos de las mismas afecciones. Tal es el caso de las personas que padecen osteoporosis. Se ha visto que los pacientes con osteoporosis y la mutación, son más propensos a tener una fractura de cadera.

## Ámbito Social
La incidencia de falta de actividad enzimática causada por la mutación en el gen no es proporcional en las poblaciones asiáticas o poblaciones interraciales de ascendencia asiática (esto está relacionado con las leyes de la herencia). De hecho, otros estudios sugieren que las resacas son más severas en personas con esta mutación. Diversos estudios relacionados con la incidencia de la mutación del gen que causa el síndrome "Asian Flush" está íntimamente relacionada con bajas frecuencias de alcoholismo y problemas relacionados con alcohol. Esta poca frecuencia a alcoholismo y problemas de dependencia al alcohol, genera un menor consumo del mismo y en consecuencia, menor riesgo a enfermedades del hígado como hepatitis, cirrosis, hemocromatosis y cáncer de hígado.